# Nicolas Poussin

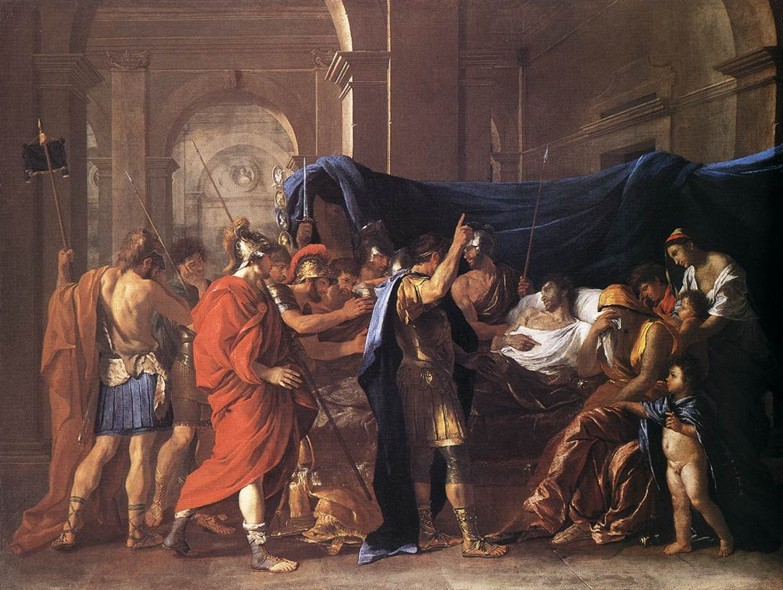
Śmierć Germanika, 1627–8

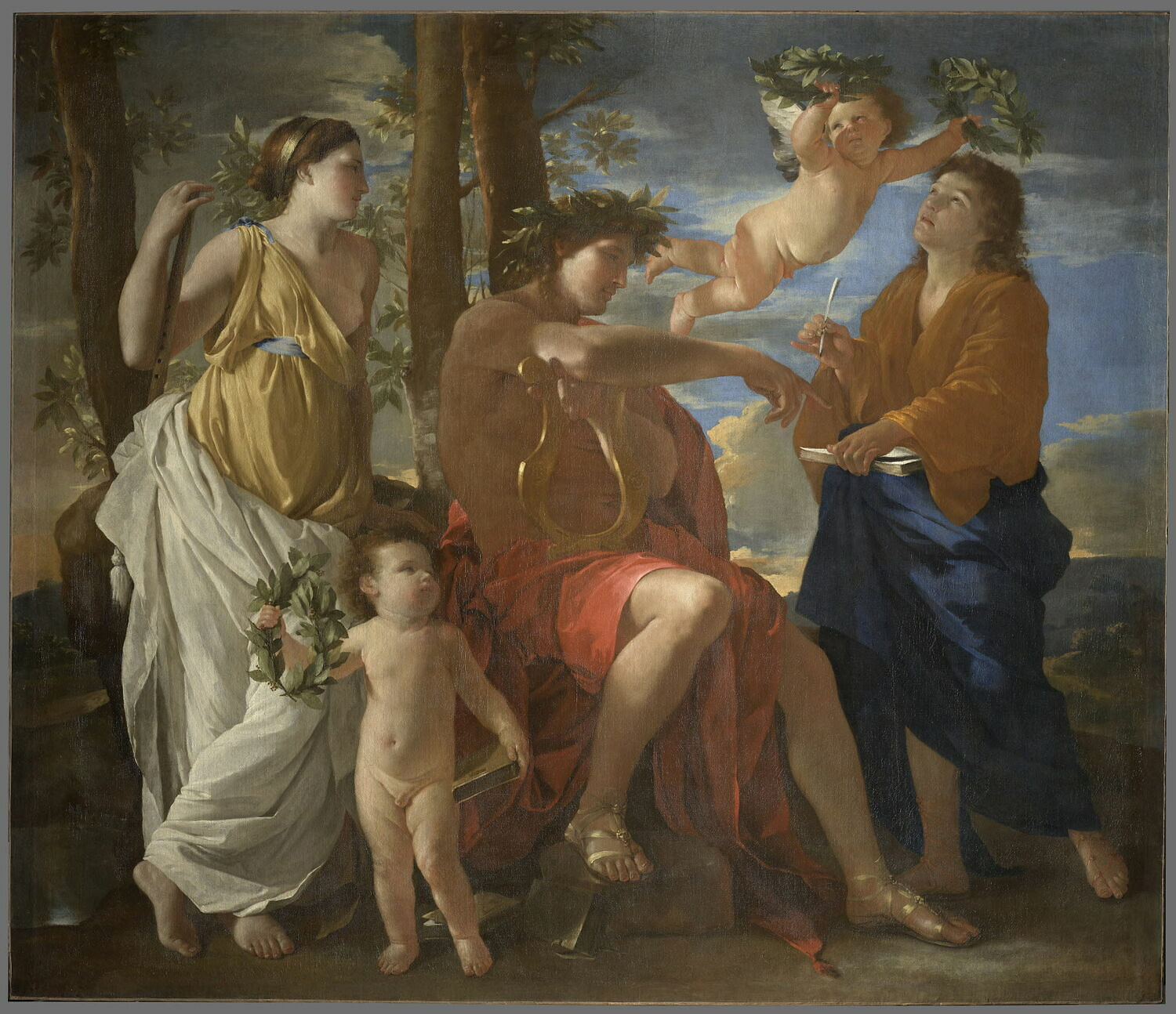
Natchnienie poety, ok. 1630?

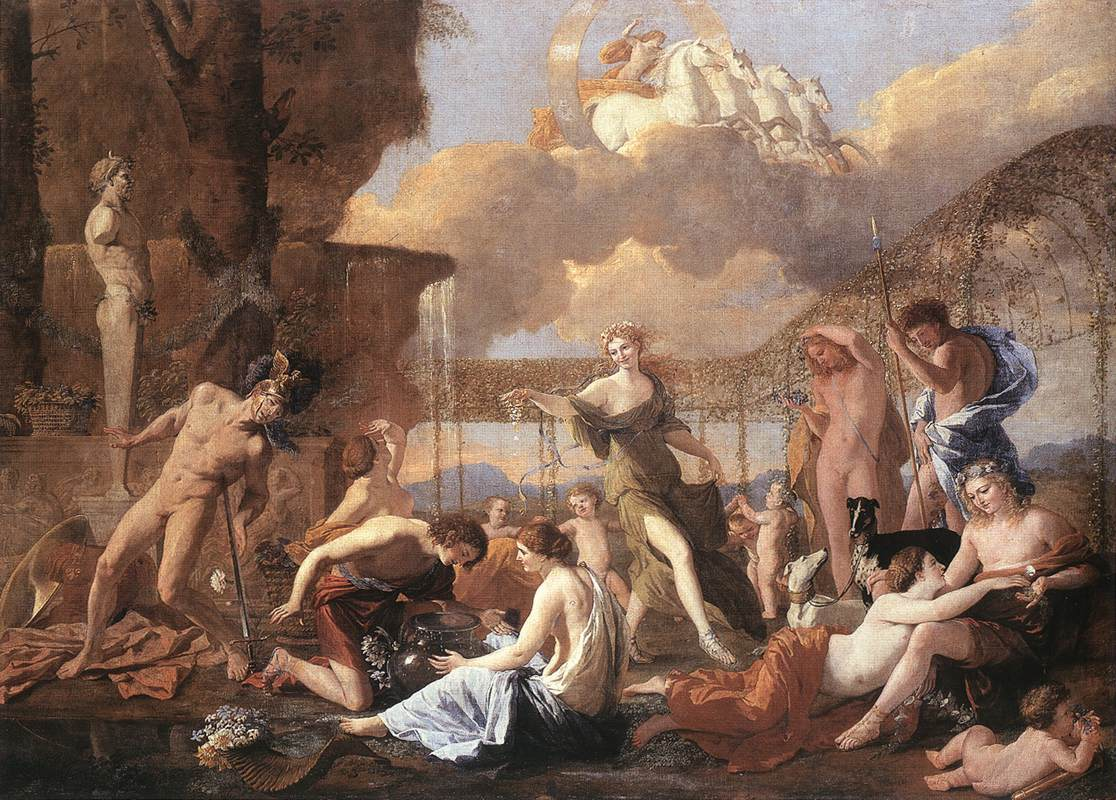
Królestwo Flory, 1631

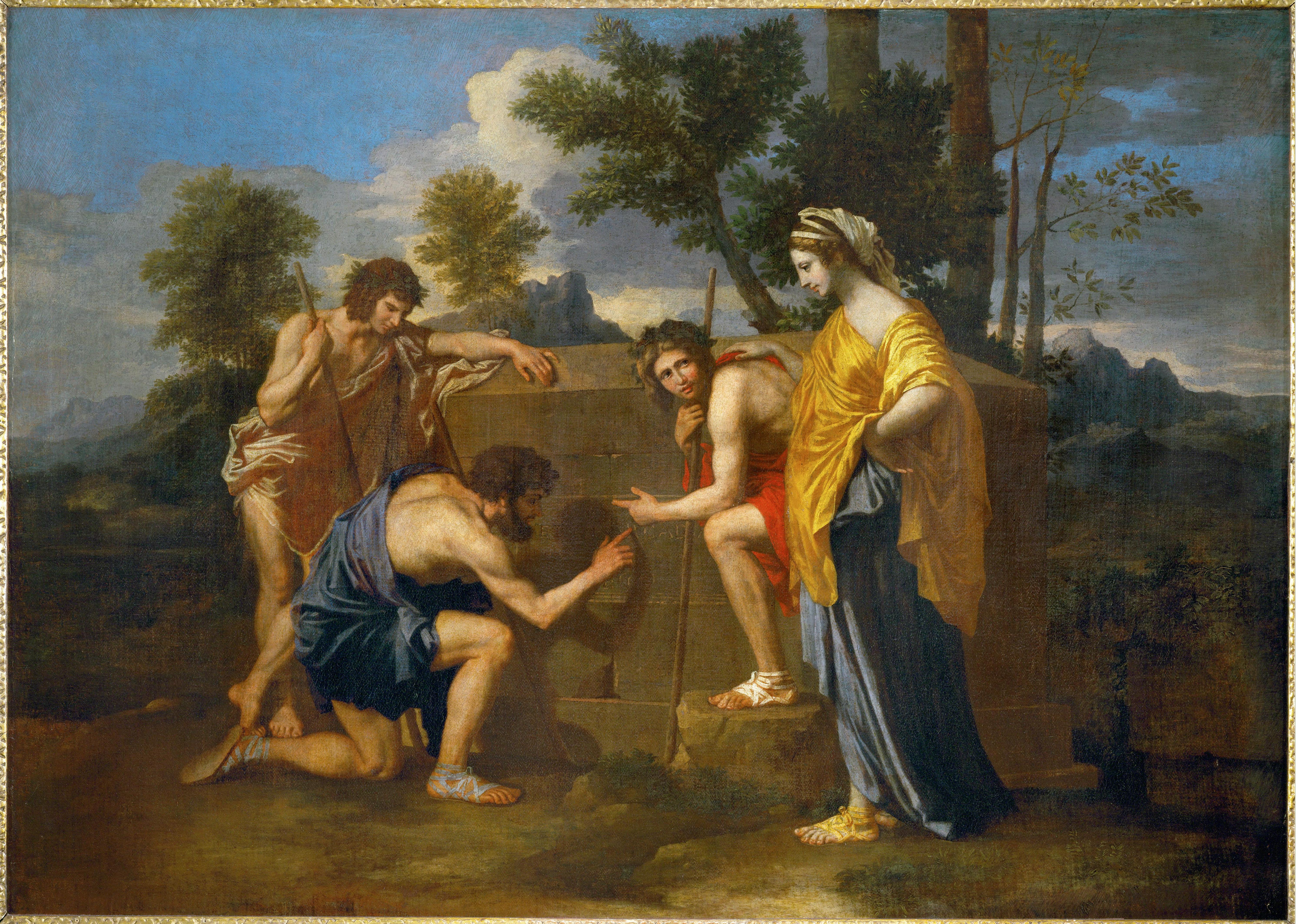
Et in Arcadia Ego, 1638–40

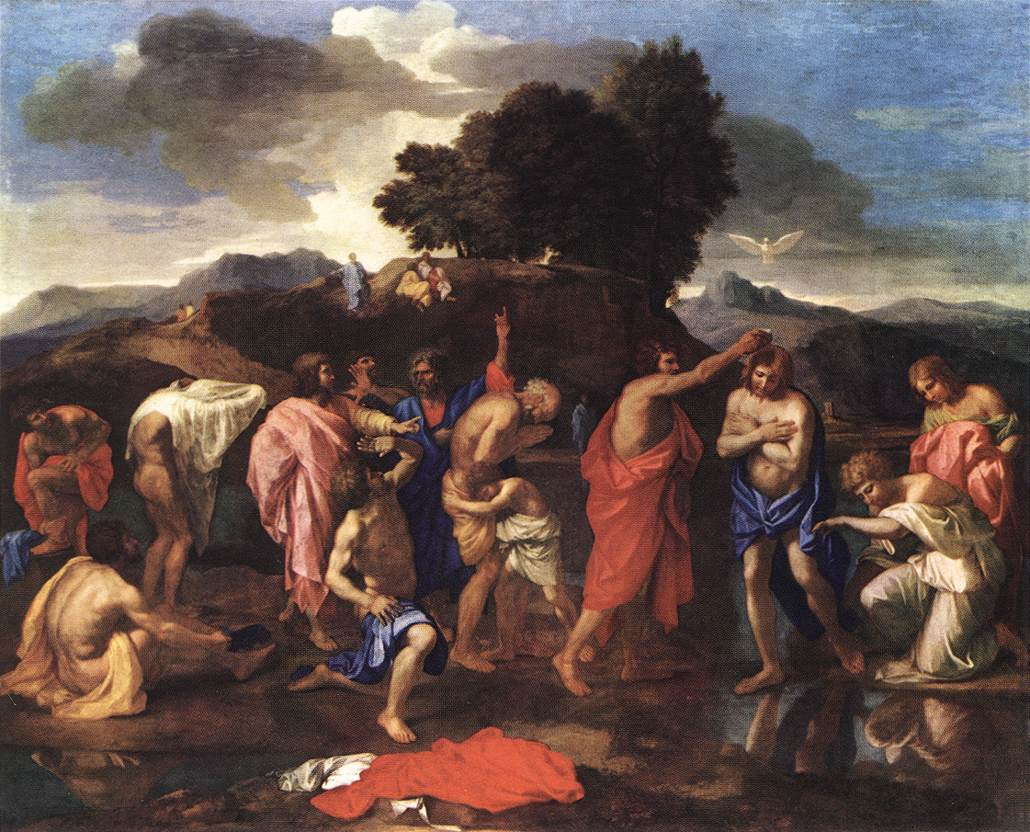
Chrzest z pierwszego cyklu Sakramentów, 1642

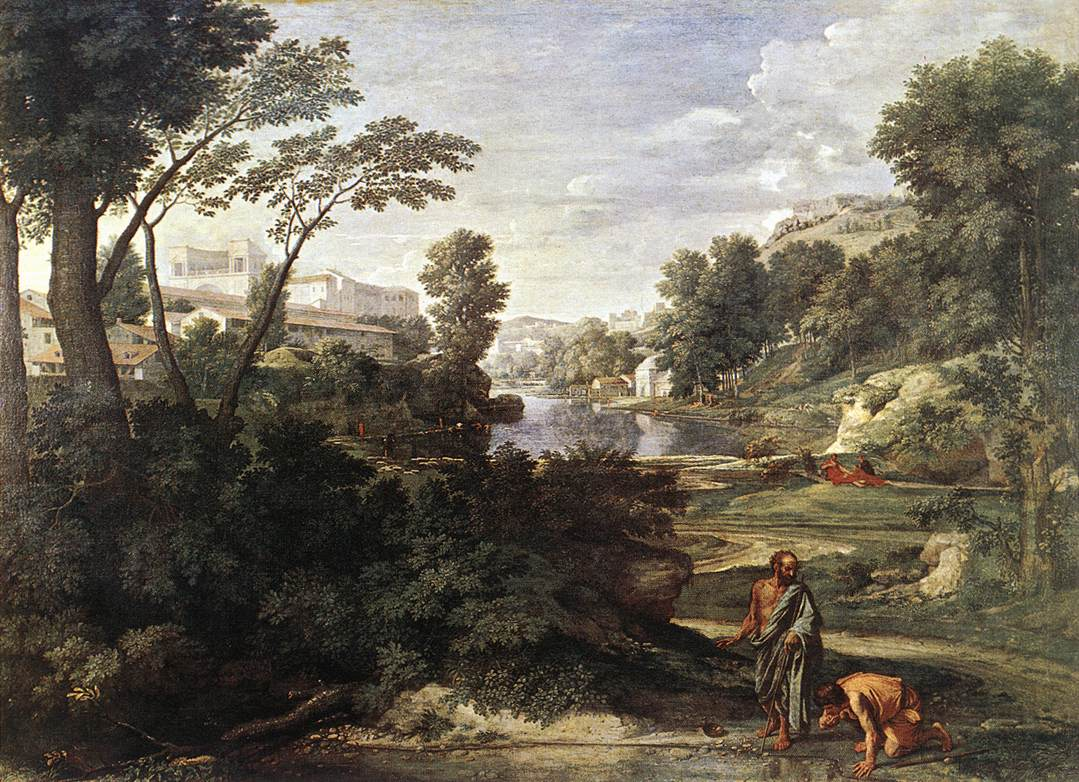
Pejzaż z Diogenesem, ok. 1647

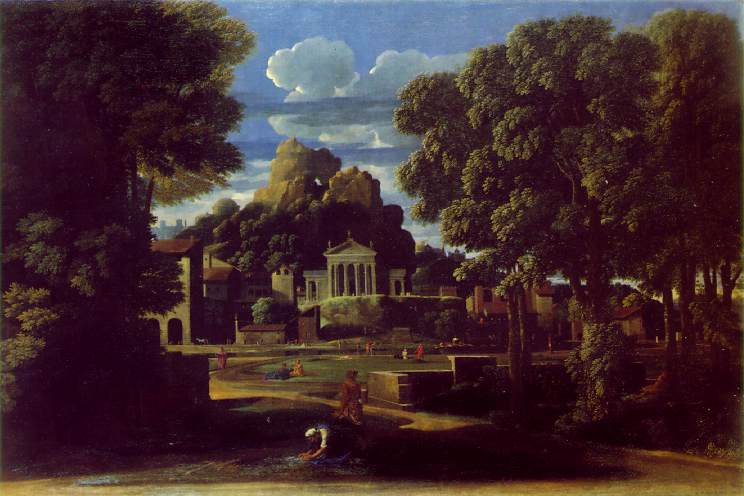
Pejzaż z pogrzebem Fokiona, 1648

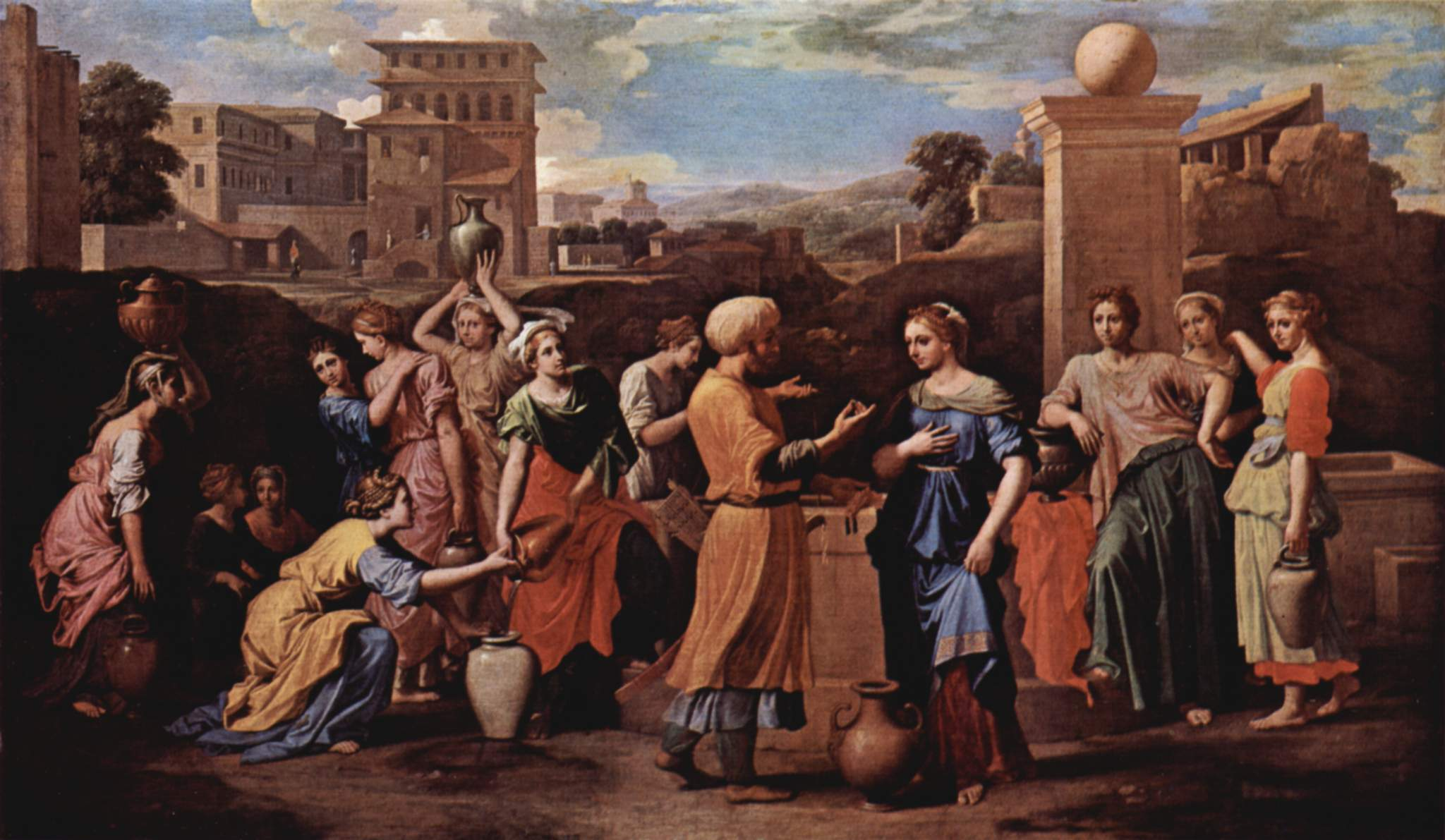
Rebeka i Eleazar przy studni, 1648

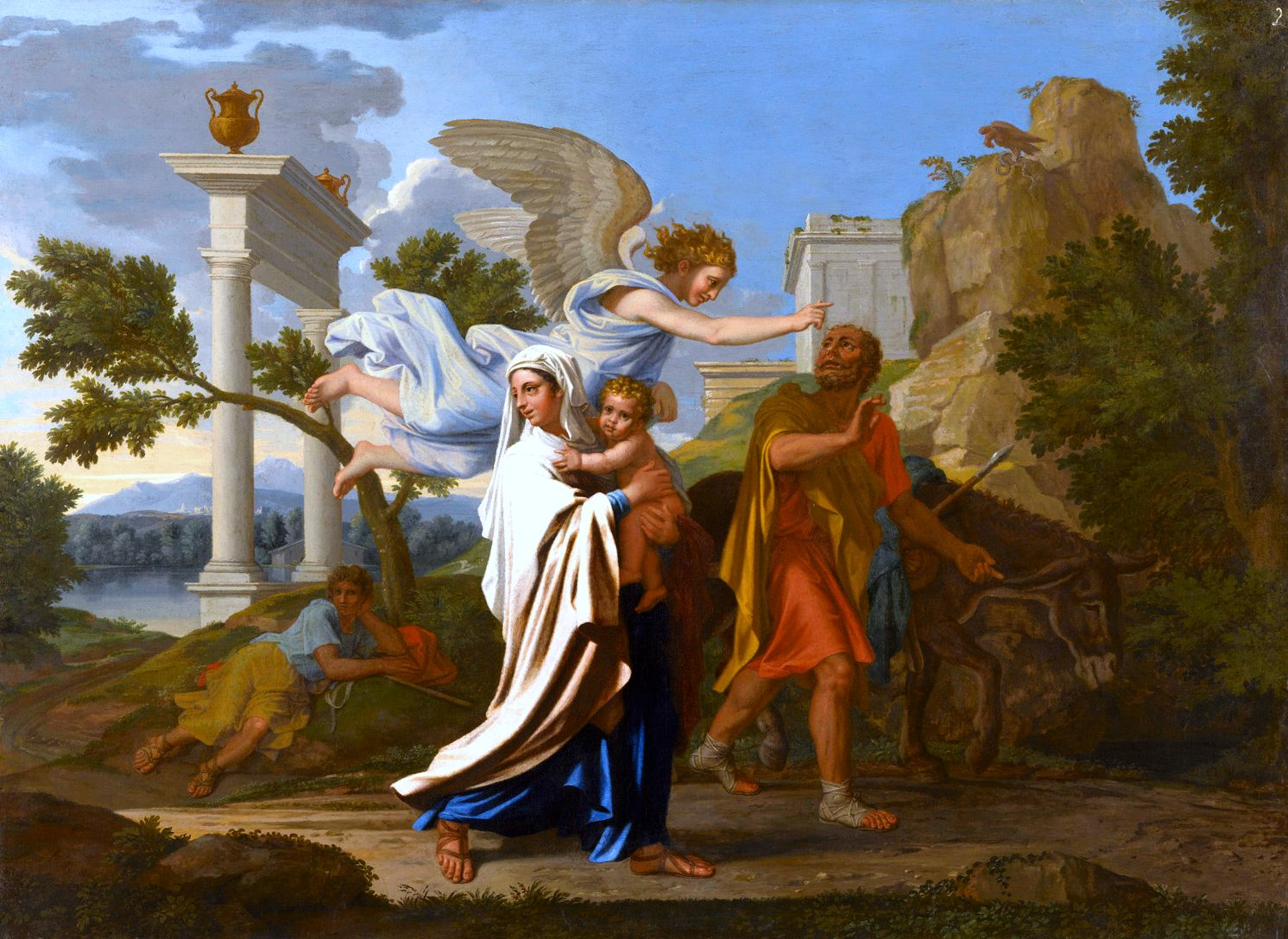
Ucieczka do Egiptu, 1657–58

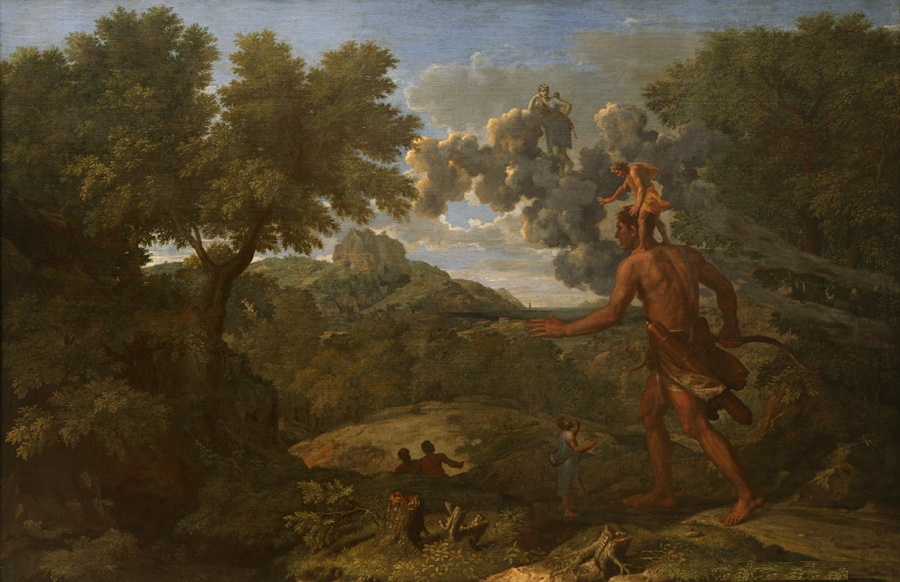
Pejzaż z Orionem, 1658

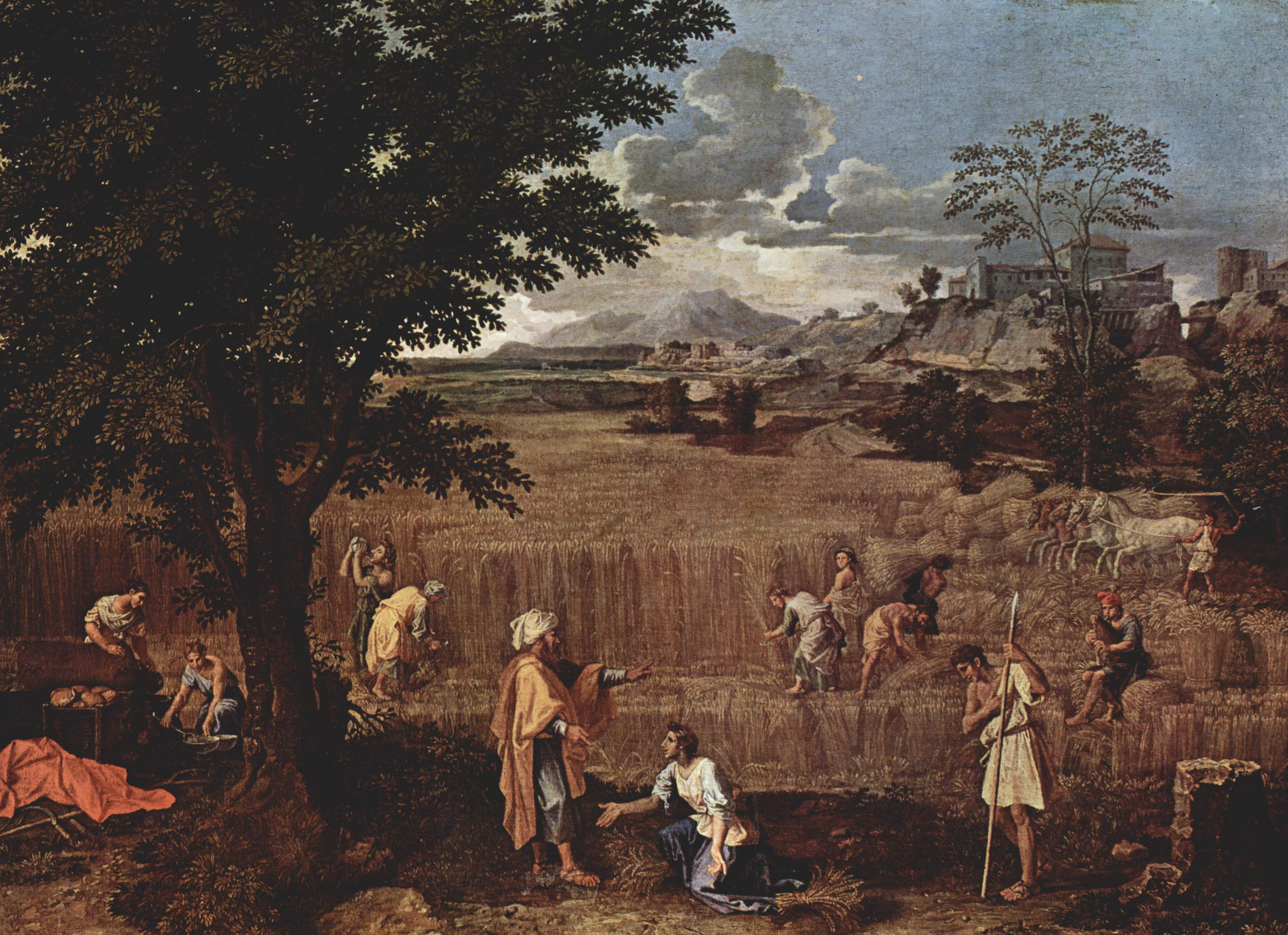
Lato z cyklu Cztery pory roku, 1660–64

Nicolas Poussin (ur. czerwiec 1594 we Francji, zm. 19 listopada 1665 w Rzymie) – francuski malarz epoki baroku, działający głównie w Rzymie. Najwybitniejszy przedstawiciel nurtu klasycznego we francuskim malarstwie XVII wieku.

## Życiorys
Pochodził z normandzkiej miejscowości Villiers koło Les Andelys, którą opuścił w 1612 roku i przybył do Paryża. Kwestia jego edukacji artystycznej nie jest pewna; być może jeszcze przed przyjazdem do Paryża uczył się u malarza Quentina Varina. Już w Paryżu przez krótki czas pracował pod kierunkiem drugorzędnych artystów: Ferdinanda Elle'a i Georges’a Lallemanta. Jednak manierystyczna sztuka paryska tego czasu nie mogła zaoferować mu zbyt wiele; młody artysta przede wszystkim samodzielnie studiował dostępne mu reprodukcje dzieł włoskich mistrzów renesansowych. Dwukrotnie próbował wyjechać do Włoch, raz docierając do Florencji, jednak z braku funduszy musiał zawrócić. W 1622 roku, z okazji kanonizacji Ignacego Loyoli i Franciszka Ksawerego, jezuici zamówili u niego 6 płócien (zaginionych). Obrazy te zwróciły uwagę włoskiego poety Giambattisty Mariniego, który zachęcił Poussina do wyjazdu do Rzymu.
Poussin wyjechał jesienią 1623 roku; zimę spędził w Wenecji i na początku następnego roku dotarł do Rzymu. Tam miał okazję zapoznać się ze starożytnymi zabytkami, dziełami Rafaela, Carracciego i Tycjana. Marini przedstawił młodego malarza papieskiemu nepotowi, Francesco Barberiniemu słowami: [Wasza Eminencja] zobaczy młodzieńca, który obdarzony jest diabelską pasją. Barberini zamówił u niego obraz Śmierć Germanika. Wkrótce otrzymał zamówienie na obraz Męczeństwo św. Erazma do bazyliki św. Piotra w Rzymie. Jednym ważniejszych kolekcjonerów jego obrazów stał się Cassiano dal Pozzo, sekretarz Barberiniego, właściciel ponad 50 płócien Poussina.
W 1630 roku poślubił młodszą od siebie o 19 lat Anne-Marie Dughet, siostrę malarza Gasparda Dugheta. Stopniowo zyskiwał sławę, która dotarła nawet do Francji. W połowie lat 30. kardynał Richelieu zamówił u niego trzy płótna: Triumf Pana, Triumf Bachusa i Triumf Sylena. W 1640 roku Ludwik XIII wezwał go do Paryża, gdzie nadał mu tytuł pierwszego malarza królewskiego i powierzył kierownictwo nad pracami dekoracyjnymi w Luwrze. Malarz otrzymał także zamówienia na obrazy ołtarzowe i inne dzieła. W odpowiedzi na prośbę dal Pozza o namalowanie obrazu pisał: ...nie mam czasu [...] jestem bowiem ustawicznie zajęty takimi drobiazgami, jak projekty frontspisów do książek lub rysunki do ozdoby pokojów, kominków i innych głupstw. Obecność Poussina wzbudzała zazdrość malarzy paryskich, takich jak Simon Vouet, a oprócz konfliktów z nimi Poussin musiał znosić także zupełnie inny tryb pracy niż ten, do którego był przyzwyczajony. Jako malarz dworski musiał pracować w zespole, wykonując równocześnie kilka zleceń i licząc się z dotrzymywaniem terminów. Dwa lata po przyjeździe wykorzystał pretekst, by wrócić do Rzymu, a rychła śmierć Richelieu i Ludwika XIII uwolniły go od konieczności powrotu do Paryża. Pobytowi w stolicy Francji zawdzięczał znajomość z Paulem Fréartem de Chantelou i Jeanem Pointelem.
Mimo sukcesów i zaszczytów prowadził skromne życie. Jak zanotował Giovanni Pietro Bellori, jeden z jego biografów, na starość Poussin zwykł był wstawać wczesnym rankiem [...] najczęściej udawał się [...] na Monte Pincio [...] Powróciwszy do domu, natychmiast brał się do malowania [...] Wieczorem [...] przechadzał się u stóp tego samego wzgórza, na placu [...] tam też znajdowali go ci, którzy z uwagi na jego sławę pragnęli go zobaczyć [...] Chętnie słuchał innych, lecz jego własne słowa miały przecież największą wagę. Na kilka miesięcy przed śmiercią malowanie uniemożliwiło mu drżenie rąk; ostatni obraz (Apollin i Dafne) odesłał zleceniodawcy nieukończony. W 1664 roku zmarła jego żona. W tym samym roku Jean-Baptiste Colbert i Charles Le Brun wysłali do Poussina list z prośbą o objęcie stanowiska prezydenta Królewskiej Akademii Malarstwa i Rzeźby, jednak nie zdążył on dotrzeć do adresata. Poussin zmarł w Rzymie w 1665 roku i został pochowany w kościele San Lorenzo in Lucina.

## Twórczość
Nicolas Poussin uznawany jest za wybitnego przedstawiciela nurtu klasycyzującego w malarstwie barokowym. Zanim jednak jego twórczość zyskała zdecydowanie klasyczne oblicze, we wczesnym okresie jego artystyczne poszukiwania przybierały różne – lub wręcz rozbieżne – kierunki. W Rzymie w tym czasie rozwijał się dynamiczny, dekoracyjny i patetyczny barok w wykonaniu Berniniego czy Pietra da Cortony. Równolegle istniał nurt przeciwstawny, klasycyzujący, reprezentowany przez następców Carracciego, takich jak Domenichino. Młody Poussin czerpał zwłaszcza z tego drugiego źródła, ale i barok nie był mu obcy. Zdecydowanie odrzucał za to caravaggionizm, twierdząc, iż Caravaggio przyszedł na świat, aby zniszczyć malarstwo (choć niewątpliwie we wczesnych dziełach Poussina z okresu rzymskiego widoczne są wpływy caravaggiowskiego realizmu). Tak więc w początkowym okresie swojej twórczości Poussin dostosowywał styl dzieł do zleceniodawcy, malując bardziej klasycznie lub bardziej barokowo. Najwcześniejsze znane obrazy z okresu rzymskiego to dwie wersje Bitwy Jozuego (1625–26), po których Poussin namalował swoje pierwsze prawdziwie klasyczne płótno, zatytułowane Śmierć Germanika (1627–28), a zamówione przez Barberiniego. W surowej oprawie architektonicznej przedstawił scenę zgonu bohaterskiego wodza, otoczonego przez powściągliwie gestykulujących żołnierzy. Zaraz po nim powstały iście barokowe dzieła: dramatyczne Rzeź Niewiniątek i Męczeństwo św. Erazma (1628–29) oraz brutalnie dosłowna Epidemia w mieście Filistynów (ok. 1630–31). Przed 1630 rokiem namalował Narcyza i nimfę Echo – dzieło zdradzające, poprzez swoje niemal impresjonistyczne przedstawienie przyrody, wpływy weneckie: Tycjana i Veronese. Około 1630 roku powstał obraz będący syntezą dotychczasowych doświadczeń Poussina: Natchnienie poety; łączy w sobie weneckie światło i kolor, monumentalną skalę malarstwa barokowego i odwołania do Rafaela z niemal antyczną w swej prostocie kompozycją.
Lata 30. to początek dojrzałego okresu w jego twórczości. Po 1630 roku artysta podjął decyzję o odsunięciu się od malarstwa oficjalnego. Zrezygnował (choć zapewniłoby mu to szybką karierę) z zamówień publicznych na wielkoformatowe obrazy ołtarzowe, wielkie cykle czy dekoracje, wiążących się z dotrzymywaniem terminów, koniecznością pracy w zespole i podporządkowywaniem się gustom zleceniodawców. Wybierając obrazy średniego formatu, malowane dla włoskich i francuskich koneserów sztuki, Poussin zyskał wolność w zakresie poszukiwań artystycznych. Poussin tworzył swoje obrazy na użytek erudytów, którzy byli zdolni delektować się zgodnością narracji malarskiej z opowieścią Plutarcha; potrafili też wniknąć w głębszą warstwę treściową, rozszyfrować podtekst filozoficzny (K. Secomska). Jego sztuka wymagała od widza wysiłku. Poussin wierzył w etyczne i dydaktyczne oddziaływanie malarstwa, a jego celem było przedstawianie czynów szlachetnych. W obrazach, zrodzonych bardziej z mózgu niż oka (już Bernini za podstawę twórczości Poussina wskazywał intelekt), sens moralny ważniejszy był zatem niż ich walory plastyczne. Malarz powinien wyzbyć się własnej maniery. Poussin stworzył teorię, odwołującą się do starożytnej teorii, według której w muzyce istniało pięć modusów: frygijski, lidyjski, dorycki, joński i hypolidijski. Poussin przełożył je na język malarstwa, uznając, iż każdy z nich jest odpowiedni dla innego rodzaju przedstawień. Modus frygijski miał być właściwy dla scen gwałtownych, czego przykładem może być Porwanie Sabinek (1637–38). Modus lidyjski – dla scen smutnych, takich jak Złożenie do grobu (1655–57), dorycki – bohaterskich, joński – bachicznych. Niemniej jednak nie wszystkie płótna Poussina zgodne są z tą teorią; sam artysta przyznawał, że nie zawsze śpiewa w jednej tonacji. Tematy do swoich dzieł Poussin czerpał głównie z Biblii i mitologii starożytnej. Częściej obrazował sceny ze Starego niż Nowego Testamentu, powracając zwłaszcza do historii Mojżesza. W mitach nie tylko upatrywał okazji do przedstawienia wdzięcznych postaci, ale przede wszystkim szukał ich głębi filozoficzno-psychologicznej. Niektóre wątki obrazował kilkakrotnie; były to mity o Narcyzie, Hiacyncie, Adonisie, przedstawienia bachanaliów. Często powracającymi motywami był ideał stoicyzmu, wytrwałości, podporządkowania człowieka biegowi natury. Nie pozostawił żadnego portretu z wyjątkiem dwóch wizerunków własnych, namalowanych na prośbę Jeana Pointela i Paula Fréarta de Chantelou.
Poussin poszukiwał piękna idealnego, ale przeciwny był wiernemu odtwarzaniu natury; tworzył raczej jej uporządkowany, racjonalny obraz. Jego dzieła charakteryzowały umiar, prostota, czytelna kompozycja i wyważenie, a nawet racjonalizm i chłód. Sam Poussin pisał: Natura moja każe mi szukać i kochać rzeczy uporządkowane i unikać niejasności, która jest mi tak obca i wroga, jak światło przeciwne jest mrocznej ciemności. Był to klasycyzm zabarwiony przez podskórny prąd baroku (J. Białostocki), ukształtowany pod wpływem sztuki antycznej, Rafaela i kolorystów weneckich (zwłaszcza Tycjana). Pod względem formalnym najważniejszą cechą jego twórczości był precyzyjny rysunek; koloryt odgrywał mniejsza rolę. Kompozycja dzieł była statyczna.
W latach 40. można zauważyć w jego obrazach zamarcie wszelkiego niepokoju i ruchu, po młodzieńczym kolorycie zaczerpniętym od wenecjan niemal nie było już śladu. W tym dziesięcioleciu artysta, w pełni rozwoju swojej techniki, sformułował to, co nazywał „wielkim ideałem”. w myśl którego w obrazie wszystko powinno być wielkie: temat, kompozycja i styl; prowadzi go to do większej powściągliwości i abstrakcji, a jednocześnie wyraźniejszej postawy moralnej, która pierwsze miejsce wyznacza chrześcijańskiemu i laickiemu stoicyzmowi (P. Couchoud). Od około 1648 roku w jego obrazach (takich jak Burza, Historia Fokiona, Pejzaż z wielką drogą rzymską) coraz większą rolę zaczynają odgrywać pejzaże. Na tle uporządkowanej natury Poussin umieszczał niewielkie postacie. Dwa obrazy z 1648 roku – Pejzaż z pogrzebem Fokiona (Paesaggio con i funerali di Focione) i Zbieranie popiołów Fokiona (Le ceneri di Facione raccolte dalla vedova) – uznał André Félibien, niewiele młodszy od Poussina francuski historiograf sztuki, „za pejzaże z dodatkiem historii, a nie za obrazy historyczne, gdzie tłem byłby pejzaż”. J. Woźniakowski tak podsumowuje funkcje krajobrazu w dziełach malarza: „pejzaż u Poussina ma silną wymowę estetyczno-emocjonalną, a także informacyjno-topograficzną, ale zachowuje chyba dużą samodzielność względem dyskursywnej struktury obrazu; wolno może powiedzieć, że jest bardziej symboliczny niż alegoryczny”. Pod koniec życia obrazy Poussina stały się bardziej liryczne, poetyckie, o swobodniejszej kompozycji.
Idee Poussina spopularyzowali Giovanni Pietro Bellori i André Félibien. Były one komentowane w Akademii, stając się główną podstawą klasycyzmu we Francji. Poussin zapoczątkował cały klasycyzujący kierunek w malarstwie francuskim, cechujący się statycznością i naciskiem na rysunek. Trwał on przez pozostałą część XVII wieku, XVIII i aż po XIX wiek, za reprezentanta mając m.in. Jean-Auguste-Dominique’a Ingres’a.

### Wybrane dzieła

#### Obrazy o tematyce religijnej
- Bitwa Jozuego (1625–26), Ermitaż
- Bitwa Jozuego (1625–26), Muzeum im. Puszkina w Moskwie
- Triumf Dawida (ok. 1627), 100 × 130 cm, Prado, Madryt
- Męczeństwo św. Erazma (1628–29), 320 × 186 cm, Pinakoteka Watykańska
- Rzeź niewiniątek (ok. 1628–29), 147 × 171 cm, Musée Condé, Chantilly
- Epidemia w mieście Filistynów (Dżuma w Aszdod) (1630–1631), 148 × 198 cm, Luwr, Paryż
- Adoracja złotego cielca (ok. 1634), 154 × 214 cm, National Gallery w Londynie
- Św. Jan Chrzciciel udzielający chrztu ludowi (1635), 94 × 120 cm, Luwr, Paryż
- Zbieranie manny na pustyni (1639), 149 × 200 cm, Luwr, Paryż
- Ustanowienie Eucharystii (1640), 325 × 250 cm, Luwr, Paryż
- Zdjęcie z krzyża (1640), 120,5 × 99 cm, Ermitaż, Sankt Petersburg
- Cud św. Franciszka Ksawerego (1641), 44 × 243 cm, Luwr, Paryż
- Siedem sakramentów (1635–42), 96 × 121 cm, National Gallery of Art, Waszyngton (siedem obrazów)
- Mojżesz depcze koronę faraona (1645), 99 × 142 cm, Luwr, Paryż
- Siedem sakramentów (1644–46), 117 × 178 cm, National Galley of Scotland, Edynburg (siedem obrazów: Chrzest, Pokuta, Eucharystia, Bierzmowanie, Kapłaństwo, Małżeństwo, Ostatnie namaszczenie)
- Znalezienie Mojżesza (ok. 1647), 121 × 195 cm, Luwr, Paryż
- Święta Rodzina na schodach, (1648), 72 × 104 cm, Cleveland Museum of Art
- Rebeka i Eliezer przy studni (1648), 118 × 197 cm, Luwr, Paryż
- Sąd Salomona (1649), 101 × 150 cm, Luwr, Paryż
- Ekstaza św. Pawła (1650), 148 × 120 cm, Luwr, Paryż
- Śmierć Safiry (ok. 1652), 122 × 199 cm, Luwr, Paryż
- Chrystus i jawnogrzesznica (1653), 121 × 195, Luwr
- Wypuszczenie Mojżesza na rzekę (1654), 105 × 204 cm, Ashmolean Museum, Oksford
- Święta Rodzina (1647–55), 172 × 133,5 cm, Ermitaż, Sankt Petersburg
- Ucieczka do Egiptu (1657), 98 × 133 cm, Musée des Beaux-Arts de Lyon, Lyon
- Zwiastowanie (1657), 105 × 103 cm, National Gallery w Londynie
- Opłakiwanie Chrystusa (1657–60), 94 × 130 cm, Narodowa Galeria Irlandii, Dublin
- Cztery pory roku (1660–64), 118 × 160 cm, Luwr, Paryż
  - Wiosna (Raj ziemski)
  - Lato (Rut i Booz)
  - Jesień (Kiść winogron z Ziemi Obiecanej)
  - Zima (Potop)

#### Obrazy o tematyce mitologicznej
- Rinaldo i Armida – (ok. 1625), 80 × 107 cm, Dulwich Picture Gallery, Londyn
- Rinaldo i Armida – (1625–26), 95 × 133 cm, Muzeum Sztuk Pięknych im. Puszkina w Moskwie
- Wenus opłakująca Adonisa – (1626–27), 57 × 128 cm, Musée des Beaux-Arts, Caen
- Akis i Galatea – (ok. 1627), 98 × 137 cm, Narodowa Galeria Irlandii, Dublin
- Śmierć Germanika – (1627), 148 × 198 cm, The Minneapolis Institute of Art, Minneapolis
- Triumf Flory – 1627–28, Luwr
- Natchnienie poety – (1628–29), 94 × 69,5 cm, Lower Saxony State Museum
- Echo i Narcyz – (1628–30), 74 × 100 cm, Luwr, Paryż
- Et in Arcadia Ego – (1629–30), 101 × 82 cm, Devonshire Collection
- Kefalos i Aurora – przed 1630, National Gallery w Londynie
- Natchnienie poety – (ok. 1630), 182,5 × 213 cm, Luwr, Paryż
- Pasterze w Arkadii – (1629–30), Duke of Devonshire Collection, Chatsworth
- Midas i Bachus – (ok. 1630), 98 × 153 cm, Stara Pinakoteka, Monachium
- Tankred i Erminia – (1628–31), 98 × 147 cm, Ermitaż, Sankt Petersburg
- Parnas – (1630–31), 145 × 197 cm, Prado, Madryt
- Królestwo Flory – (1631), 131 × 181 cm, Galeria Obrazów Starych Mistrzów w Dreźnie
- Bachanalia przed hermą Pana – (1632–33), 98 × 142,8 cm, National Gallery w Londynie
- Porwanie Sabinek – (1633–34), 154,6 × 209,9 cm, Metropolitan Museum of Art, Nowy Jork
- Triumf Pana – 1635, kol. Morrison w Sudeley Castle w Anglii
- Armida porywa śpiącego Rinalda – 1637, 120 × 150 cm, Gemäldegalerie, Berlin
- Pan i Syrinks – (1637), 106,5 × 82 cm, Galeria Obrazów Starych Mistrzów w Dreźnie
- Porwanie Sabinek – (1637–38), 159 × 206 cm, Luwr, Paryż
- Et in Arcadia Ego – (ok. 1640), 85 × 121 cm, Luwr, Paryż
- Pejzaż z Diogenesem – (1648), 120 × 200 cm, Luwr, Paryż
- Pejzaż z Orfeuszem i Eurydyką – (1648), 120 × 200 cm, Luwr, Paryż
- Pejzaż z Polifemem – (1649), 150 × 198 cm, Ermitaż, Sankt Petersburg
- Apollo i Dafne – (ok. 1664), 155 × 200 cm, Luwr, Paryż
- Krajobraz z Orfeuszem i Eurydyką – ok. 1665 124 × 200cm, Luwr, Paryż

#### Inne obrazy
- Autoportret (1636), 78 × 61 cm, Gemaldegalerie, Berlin
- Autoportret (1650), 98 × 74 cm, Luwr, Paryż
- Czas ukrywa prawdę przed Zazdrością i Niezgodą (1641), Luwr, Paryż
- Pejzaż z pogrzebem Fokiona, (1648), 114 × 175 cm, National Gallery of Wales, Cardiff
- Taniec ludzkiego życia (1638–40), Wallace Collection, Londyn